# (4785) Petrov
(4785) Petrov ist ein Asteroid des Hauptgürtels, der am 17. Dezember 1984 von der sowjetischen Astronomin Ljudmila Georgijewna Karatschkina am Krim-Observatorium in Nautschnyj (IAU-Code 095) entdeckt wurde.
Der Asteroid wurde nach dem russischen Komponisten Andrei Pawlowitsch Petrow (1930–2006) benannt, der sowohl klassische Musik, als auch Musik für über 80 sowjetische und russische Filme schrieb.